# Palosaari (ö i Finland, Lappland, Rovaniemi, lat 66,89, long 25,11)
Palosaari är en ö i Finland. Den ligger i sjön Marrasjärvi och i kommunen Rovaniemi i den ekonomiska regionen  Rovaniemi ekonomiska region  och landskapet Lappland, i den norra delen av landet, 700 km norr om huvudstaden Helsingfors. Öns area är 12,5 hektar och dess största längd är 0,6 kilometer i nord-sydlig riktning.